# Hartmut Nöldeke
Hartmut Nöldeke (* 10. Januar 1926 in Cuxhaven; † 9. Februar 2013 in Schortens) war ein deutscher Arzt und Sanitätsoffizier. Er ist Autor verschiedener Veröffentlichungen über den Sanitätsdienst der Marine.

## Leben
Nöldeke kam 1926 als Sohn des nachmaligen Admiralarztes Heinrich Nöldeke im Marinelazarett in Cuxhaven zur Welt. Er wuchs u. a. in Wilhelmshaven, Berlin und Leipzig auf und verließ die Oberschule mit einem Reifevermerk. Nach dem Reichsarbeitsdienst trat er in der Crew X/43 in Stralsund-Schwedenschanze als Sanitätsoffizier-Anwärter in die Kriegsmarine ein. 1944 begann er ein Medizinstudium an der Reichsuniversität Straßburg im wiedereroberten Elsass. Die seemännische Ausbildung absolvierte er auf dem Hilfskreuzer Hansa. Bis Kriegsende diente er dann auf den Lazarettschiffen Robert Ley in der Ostsee und Gradica in der Adria sowie im Marinelazarett in Triest. Über das Lazarettschiff Freiburg geriet er 1945/46 als Sanitätsfähnrich in britische Kriegsgefangenschaft, die er in Bari verbrachte.
1946 holte er das Abitur an der Internatsoberschule Schloss Plön nach. Er studierte an der Julius-Maximilians-Universität Würzburg und der Universität Hamburg Medizin. 1951 legte er in Hamburg das Staatsexamen ab, 1952 wurde er an der Medizinischen Fakultät der Christian-Albrechts-Universität zu Kiel zum Dr. med. promoviert. Er durchlief die Ausbildung in Innerer Medizin und wurde Oberarzt am Evangelischen Amalie Sieveking-Krankenhaus in Hamburg-Volksdorf.
1963 trat er als Sanitätsoffizier in die Bundesmarine ein. Er wurde zunächst beim Marinestützpunktkommando Kiel verwendet. Als Arzt des 3. Zerstörergeschwaders reiste er nach Norwegen, in die Vereinigten Staaten und nach Kanada. Von 1965 bis 1969 war er Truppenarzt bei den Supreme Headquarters Allied Powers Europe (Paris-Rocquencourt, später Mons). Danach war er Chef der Marinesanitätsstaffeln in Glücksburg und Wilhelmshaven, Leitender Sanitätsoffizier (LSO) der Flottille der Minenstreitkräfte und Gruppenleiter im Marineamt in Wilhelmshaven. 1979/80 war er LSO beim Marineabschnittskommando Nord in Kiel. 1980–1984 war er gleichzeitig Wehrbereichsarzt IV in Mainz und Kommandeur des Sanitätsregiments 74. Von 1984 bis zur Pensionierung 1986 wurde der Flottenarzt als Kommandoarzt vom Marineunterstützungskommando (1974–2001) in Wilhelmshaven verwendet.
Von 1977 bis 1990 war er ständiger Teilnehmer bei den Deutsch-Französischen Symposien zur Geschichte der Schifffahrtsmedizin. Von 1990 bis 2002 war er Leiter des Arbeitskreises Marine-Sanitätsgeschichte. Außerdem war er in die HistoMed-Tagungen zur Geschichte der Schiffahrts- und Marinemedizin eingebunden. Er saß im Vorstand der Deutschen Gesellschaft für Schiffahrts- und Marinegeschichte und der Deutschen Gesellschaft für Wehrmedizin und Wehrpharmazie. Ihm ist der einzige Bericht über August von Steinberg-Skirbs zu verdanken.
Nöldeke war verheiratet und Vater von drei Kindern. Er starb kurz nach seinem 87. Geburtstag.

## Schriften
- Sanitätsdienst an Bord. Ein Beitrag zur Organisation und ärztlichen Tätigkeit auf Kriegsschiffen. Mittler, Herford 1981, ISBN 3-8132-0127-9.
- Die Fregatte Friedrich Wilhelm zu Pferde und ihr Schiffs-Chirurg. Koehler, Herford 1990, ISBN 3-7822-0489-1.
- mit Johann Schmidt: Sanitätsdienst in der Königlich Preußischen Marine. Koehler, Herford 1993, ISBN 3-7822-0580-4.
- mit Volker Hartmann: Der Sanitätsdienst in der deutschen U-Boot-Waffe und bei den Kleinkampfverbänden. Geschichte der deutschen U-Boot-Medizin. Mittler, Hamburg u. a. 1996, ISBN 3-8132-0501-0.
- mit Volker Hartmann: Der Sanitätsdienst in der deutschen Flotte im Zweiten Weltkrieg. Organisation, medizinische Wissenschaft, Erfahrungen und Lehren, 2 Bde. Mittler, Hamburg.
  - Leichte Seestreitkräfte. 1999. ISBN 3-8132-0589-4.
  - Schwere Seestreitkräfte. 2003. ISBN 3-8132-0803-6.
- Gegenwind und Rückenwind. Achtzig Lebensjahre im Umfeld der Marine. NORA – Novitäten und Raritäten, Berlin 2005, ISBN 3-86557-047-X.
- mit Volker Hartmann: Verwundetentransport über See. Deutsche Lazarett- und Verwundetentransportschiffe im Zweiten Weltkrieg (= Kleine Schriftenreihe zur Militär- und Marinegeschichte. Bd. 21). Winkler, Bochum 2010, ISBN 978-3-89911-142-2.
- Bombenfreie Nächte wünschend. Familienrundbriefe während des Zweiten Weltkriegs. Heiber-Verlag, Schortens 2010, ISBN 978-3-936691-27-6.